# Arrondissement de Mustamäe
L’arrondissement de Mustamäe est l’un des huit arrondissements de Tallin (Estonie).

## Géographie
La superficie de l'arrondissement de Mustamäe est de 8,15 km2, soit seulement 5 % de la superficie de la ville de Tallinn. Seul l'arrondissement de Kristiine est légèrement plus petit (7,87 km2).
Mustamäe est divisé en 4 quartiers (estonien : asum): Kadaka, Mustamäe, Siili, Sääse
Les rues principales de l'arrondissement sont: Akadeemia tee et Mustamäe tee.

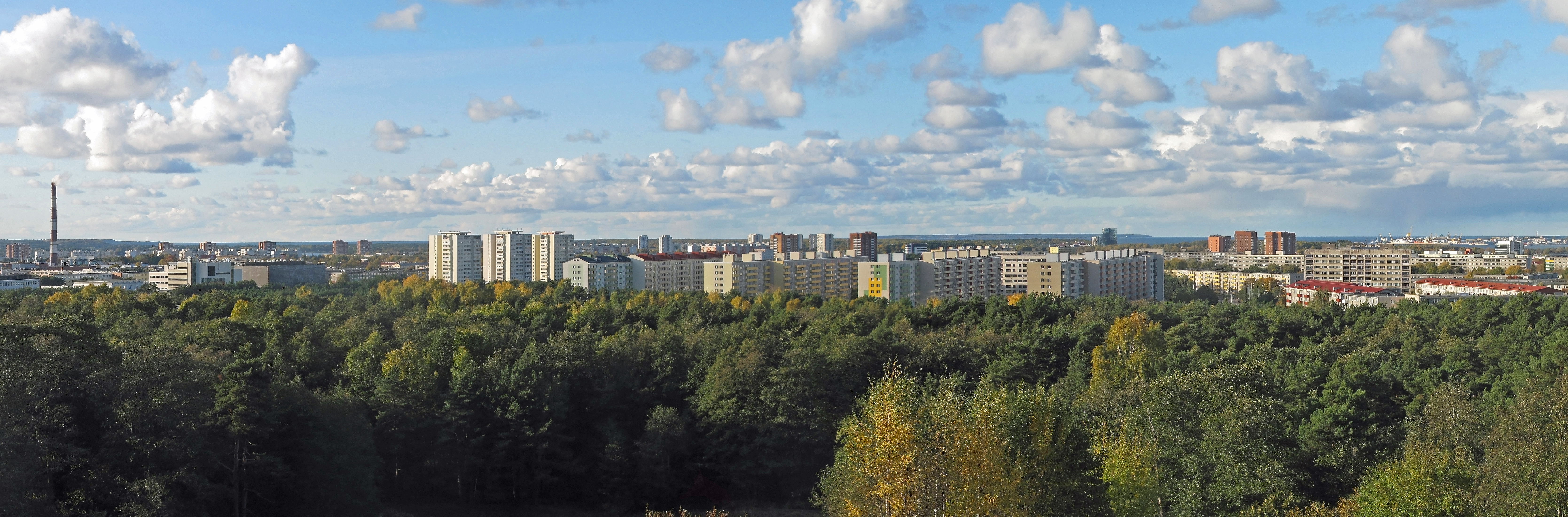
Vue de Mustamäe.

L'Université de technologie de Tallinn est située à Mustamäe (le campus est situé dans le quartier de Kadaka). 
Il y a un grand hôpital à Mustamäe, l'hôpital régional du nord de l'Estonie.

## Population

### Évolution démographique
Au 1er novembre 2014, Mustamäe compte 66 305 habitants.
Depuis 2004, l'évolution démographique est la suivante:
| 2004   | 2005   | 2006   | 2007   | 2008   | 2009   | 2010   |
| ------ | ------ | ------ | ------ | ------ | ------ | ------ |
| 64 918 | 65 837 | 65 692 | 64 500 | 64 243 | 64 339 | 64 113 |

| 2011   | 2012   | 2013   | 2014   | 2015   | 2016   | 2017   |
| ------ | ------ | ------ | ------ | ------ | ------ | ------ |
| 64 597 | 64 237 | 64 425 | 65 866 | 66 194 | 67 263 | 67 707 |

| 2018   | 2019   | 2020   | 2021   | 2022   | 2023   | 2024   |
| ------ | ------ | ------ | ------ | ------ | ------ | ------ |
| 68 296 | 66 316 | 66 444 | 65 595 | 66 334 | 68 142 | 68 649 |

### Composition ethnique
En 2013, la composition ethnique de Mustamäe est la suivante:
| Groupes ethniques | 2013   | 2020   |
| ----------------- | ------ | ------ |
| Estoniens         | 57,5 % | 56,4 % |
| Russes            | 34,3 % | 33,1 % |
| Ukrainiens        | 3,2 %  | 3,4 %  |
| Biélorusses       | 1,7 %  | 1,5 %  |
| Finnois           | 0,7 %  | 0,7 %  |
| Juifs             | 0,4 %  | 0,3 %  |
| Tatars            | 0,3 %  | 0,3 %  |
| Lettons           | -      | 0,2 %  |
| Autres            | 1,8 %  | 4,1 %  |

## Galerie

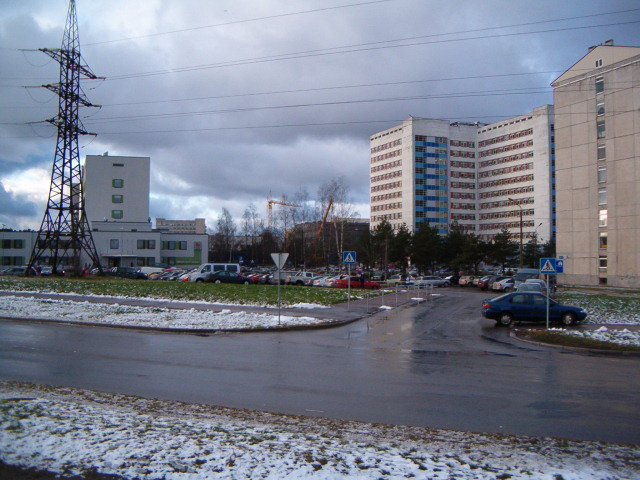
Hôpital régional.
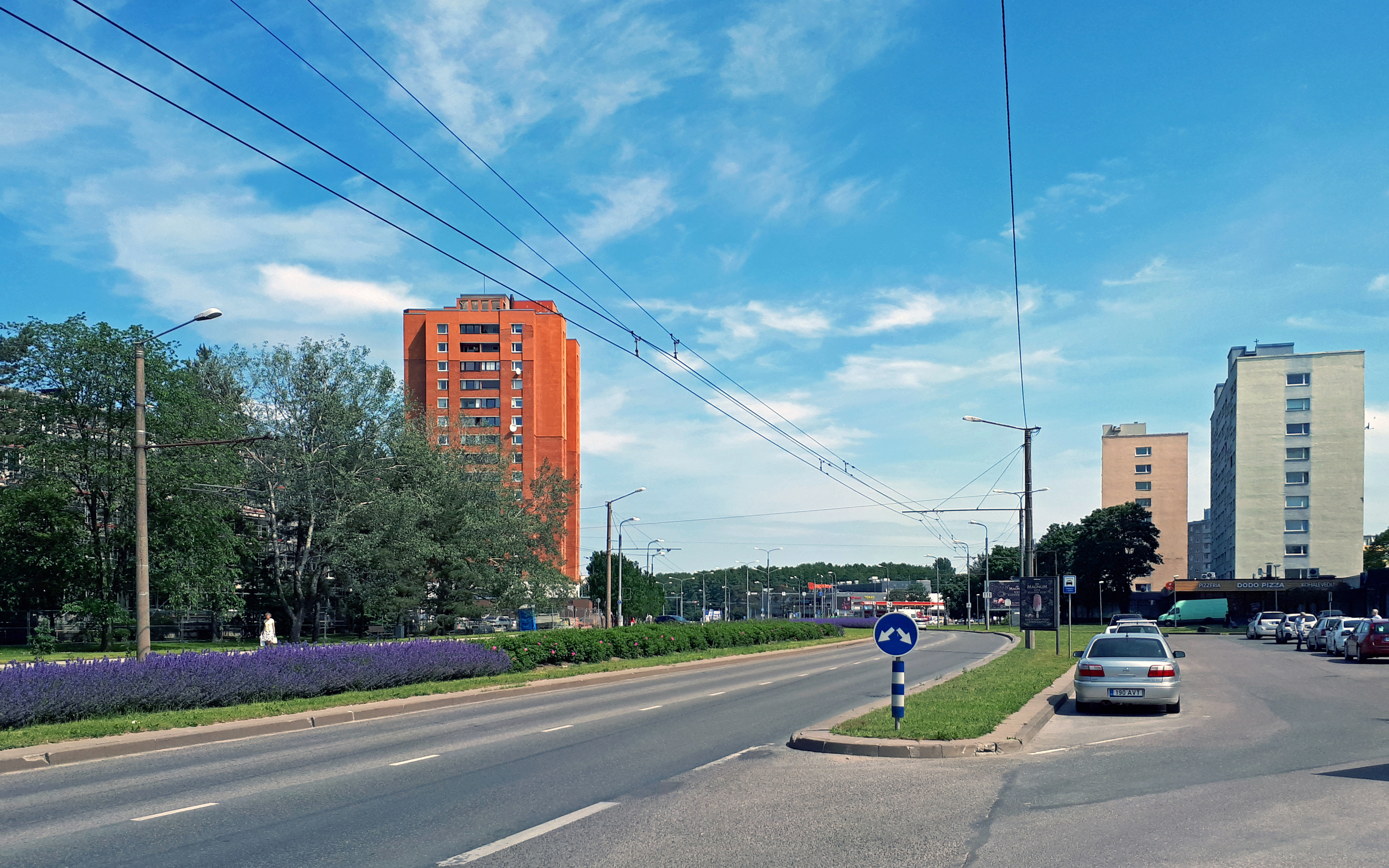
Sõpruse puiestee.
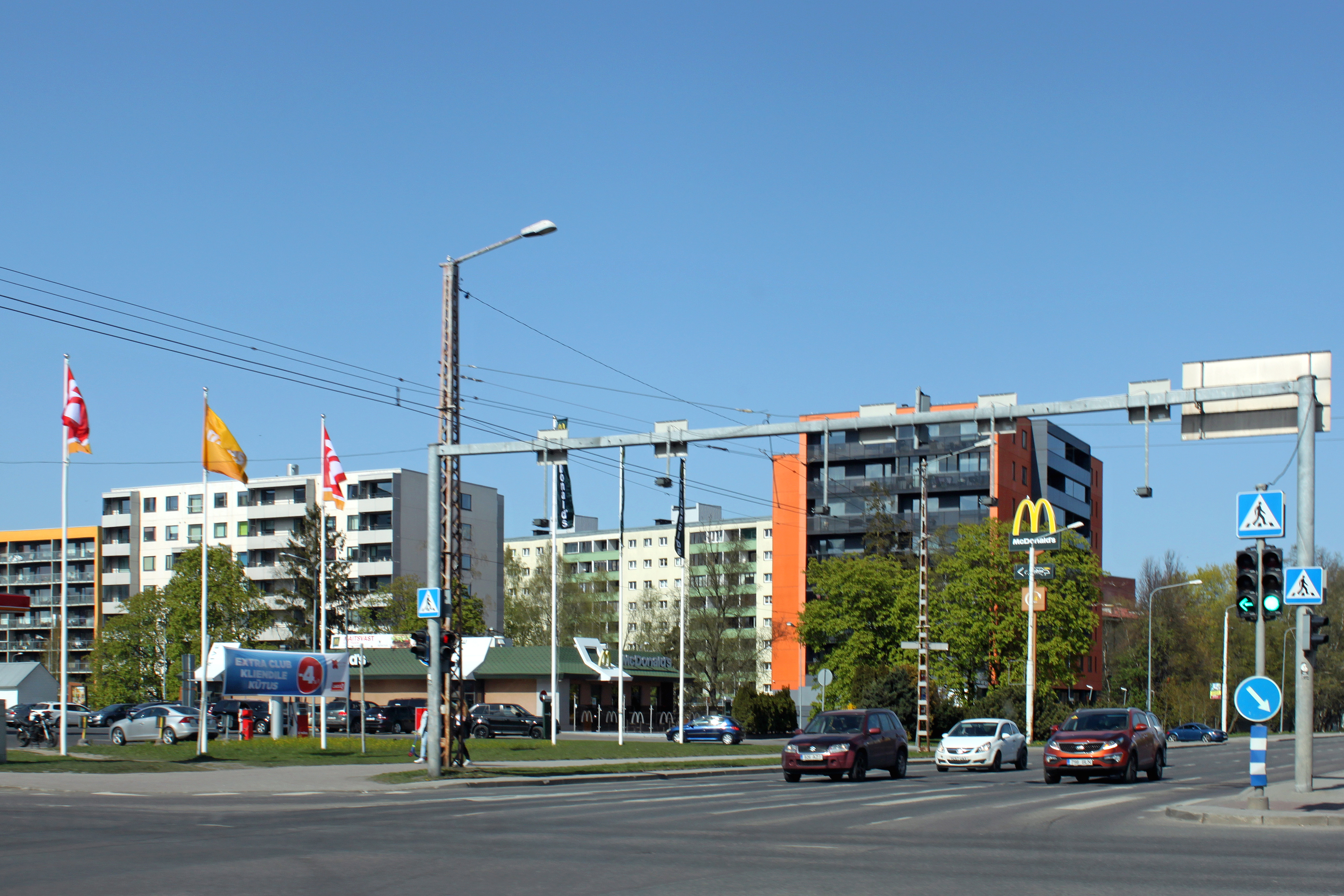
Tammsaare tee - Sõpruse puiestee.
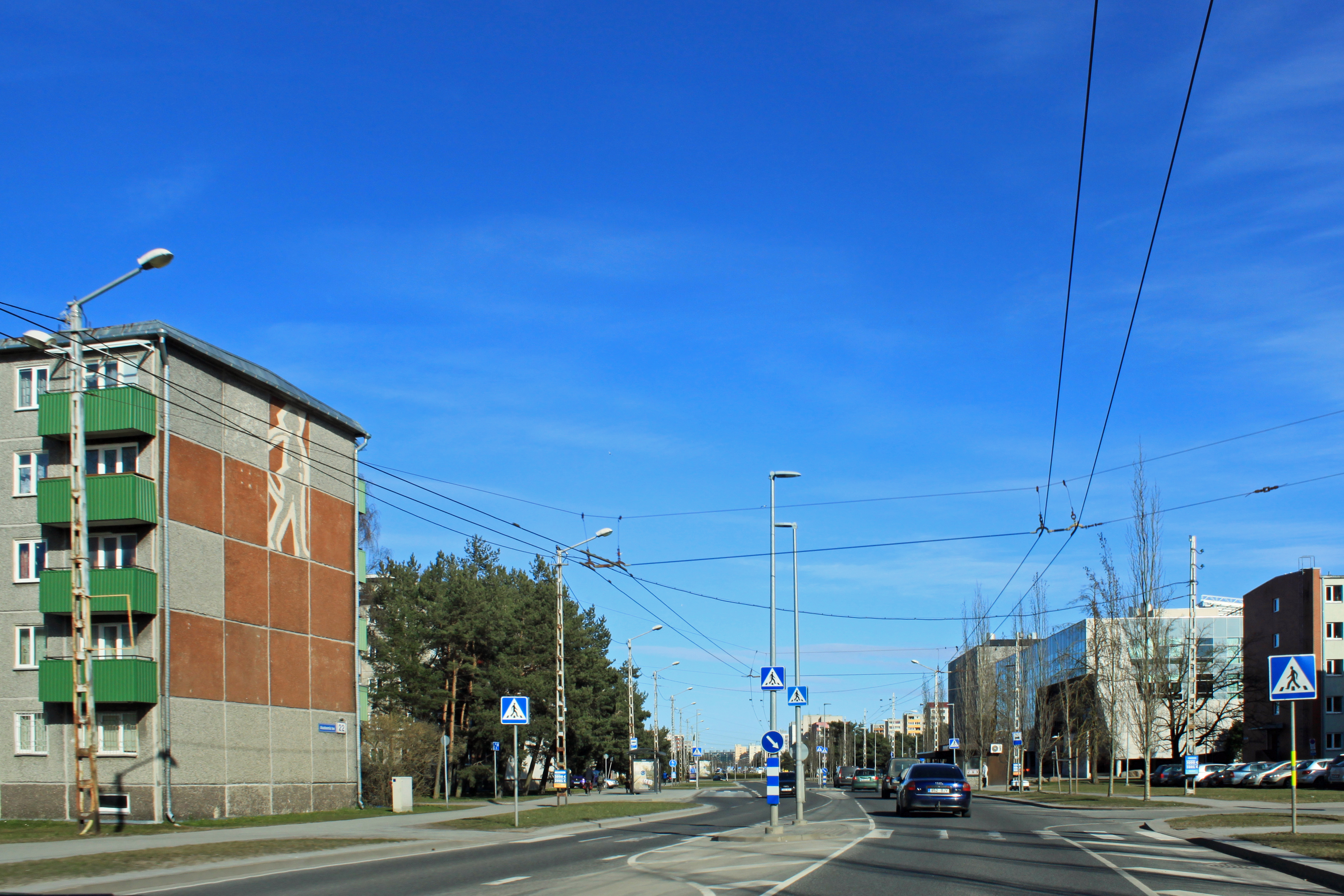
Akadeemia tee.

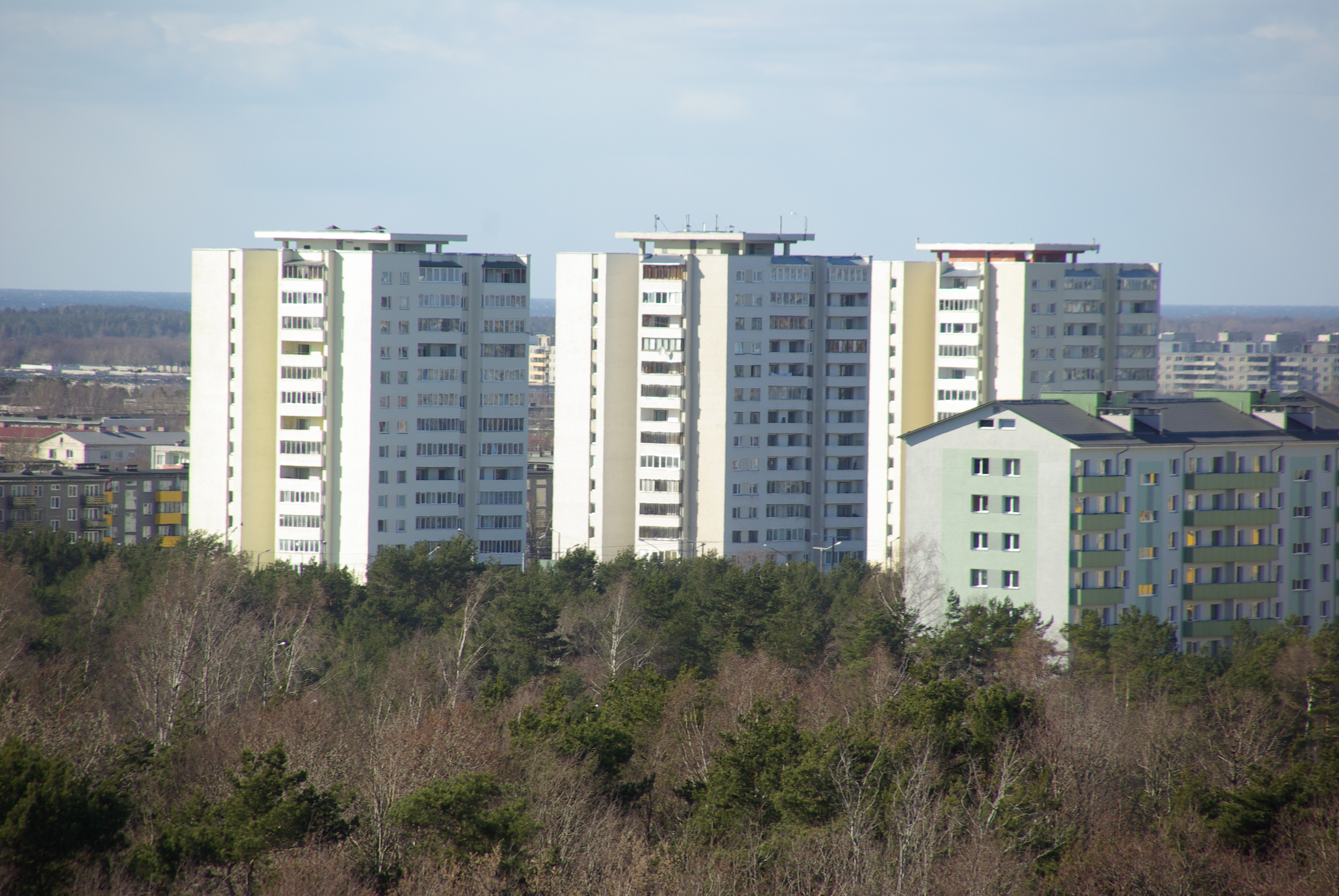
Ehitajate tee.
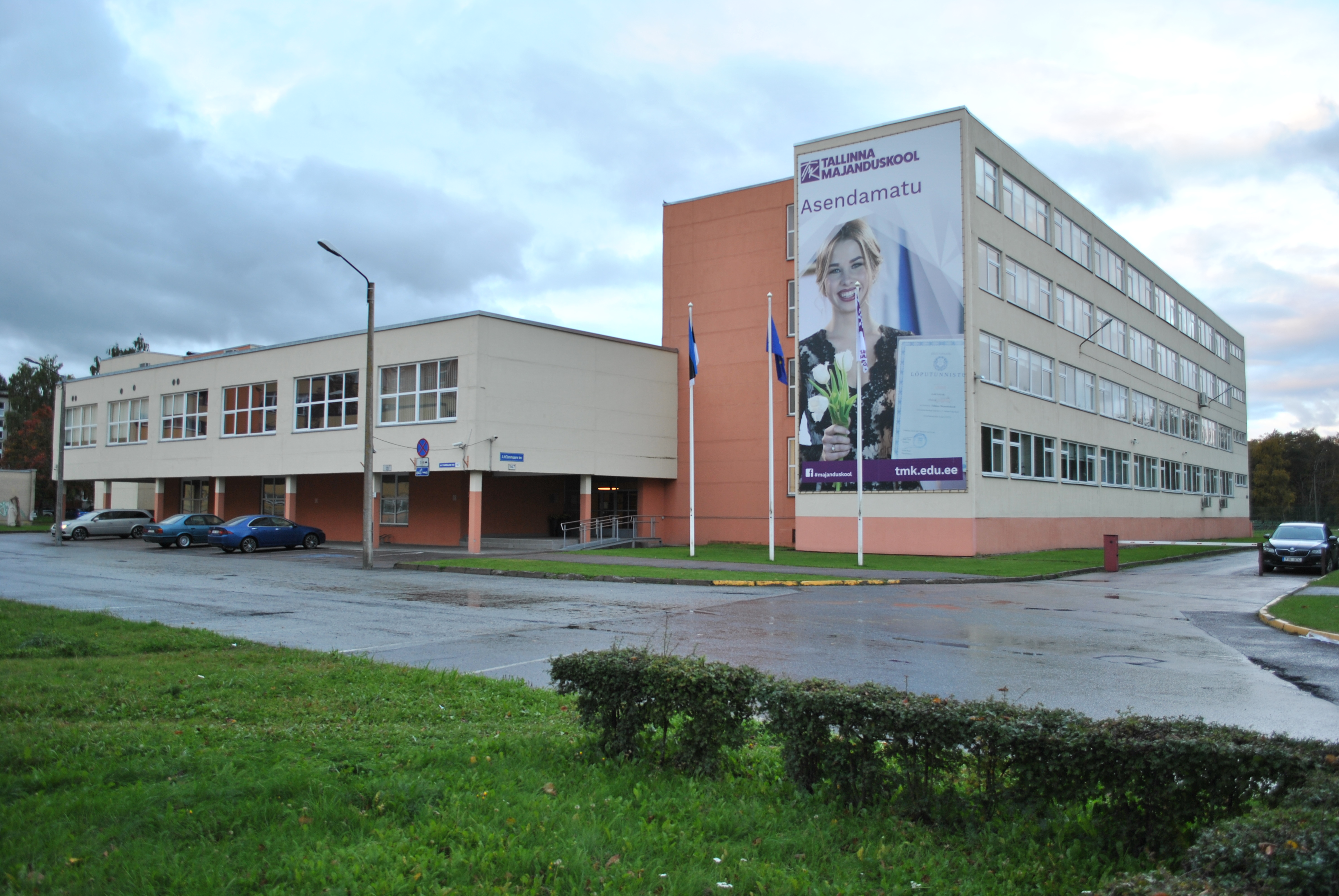
École d'économie de Tallinn.
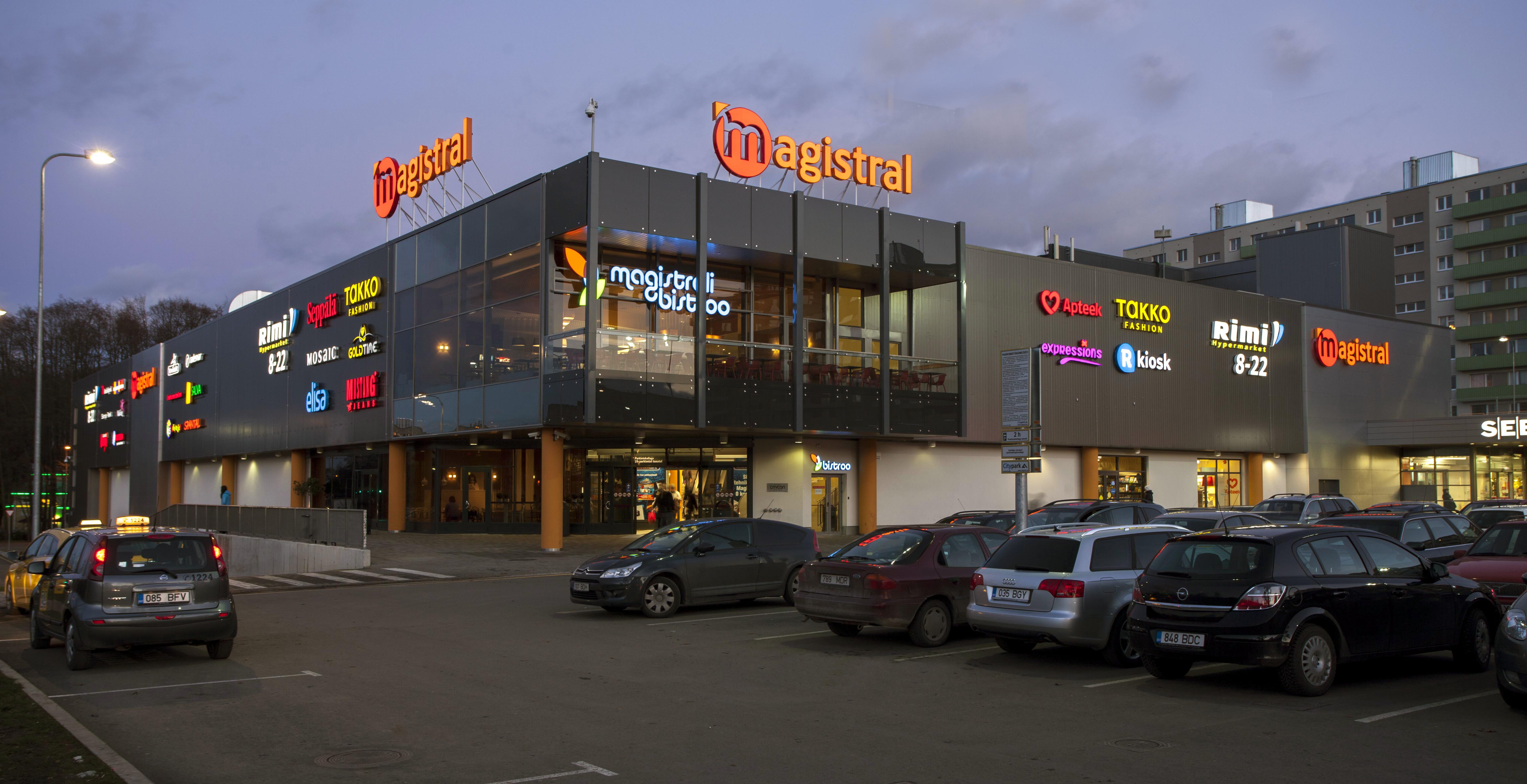
Centre commercial Magistral.
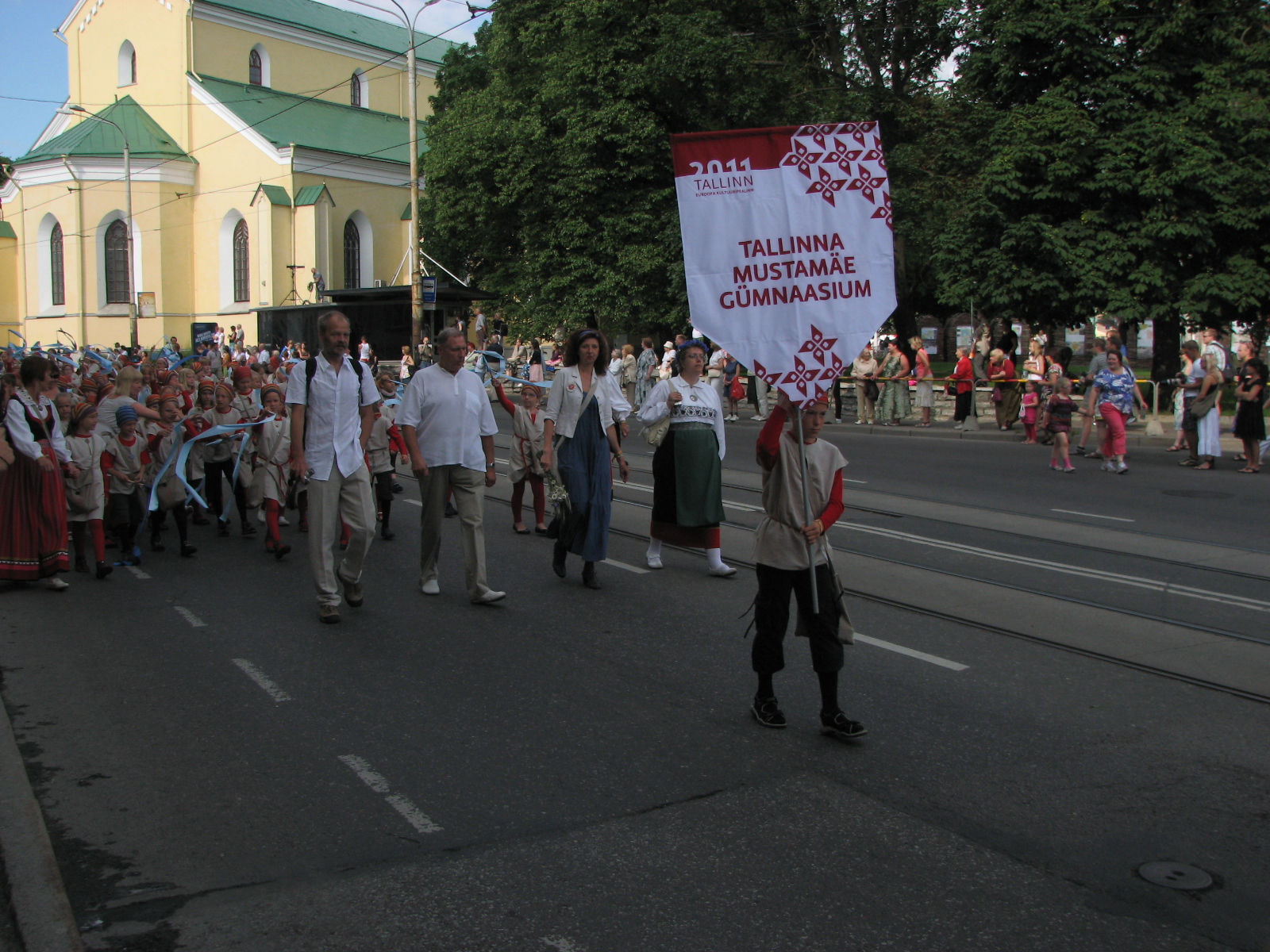
Défilé du lycée de Mustamäe.

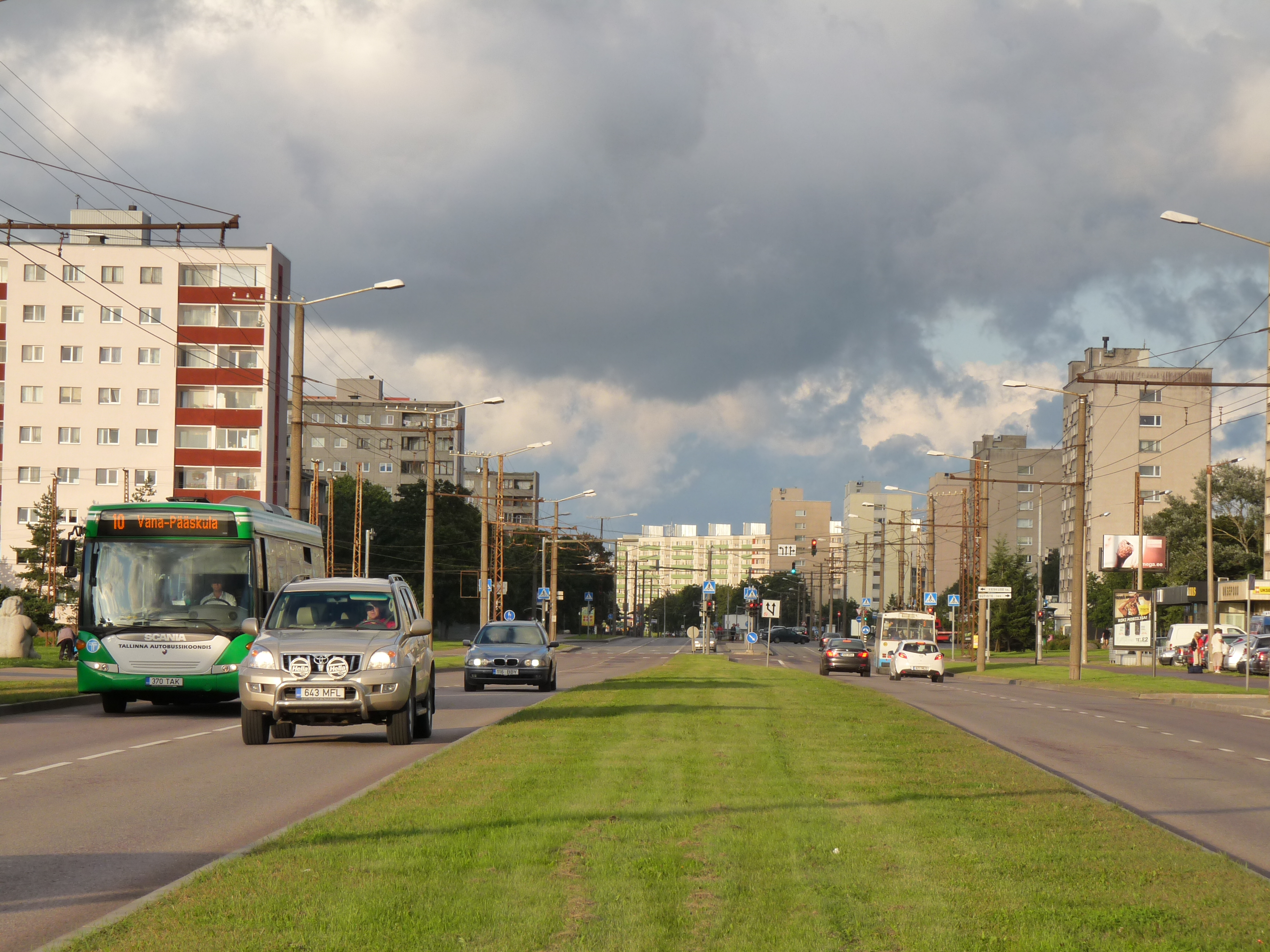
Sõpruse puiestee.
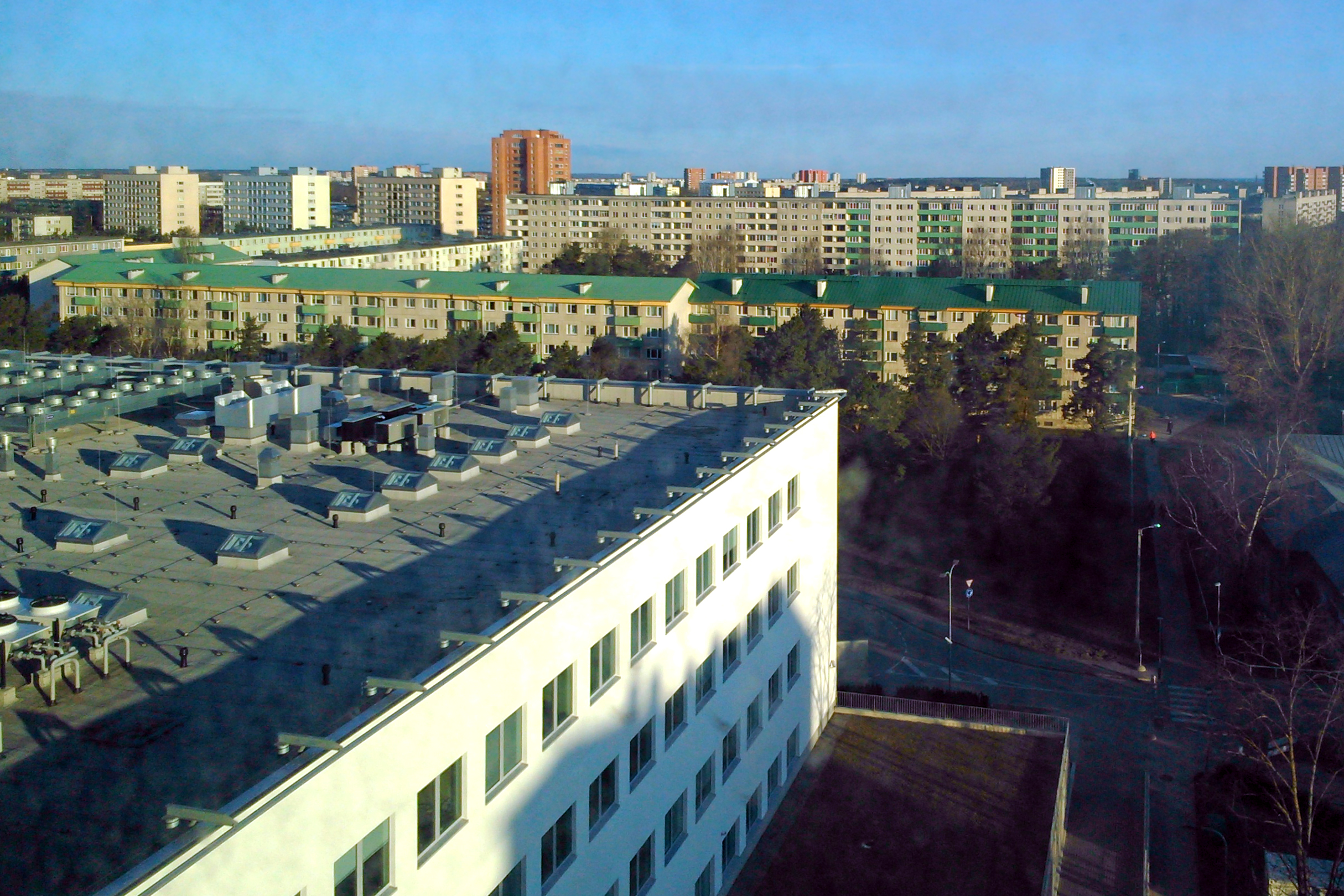
Sütiste tee.
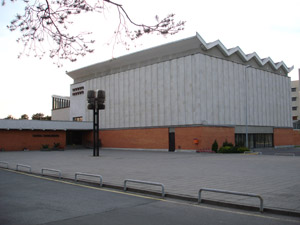
Université de Technologie de Tallinn.
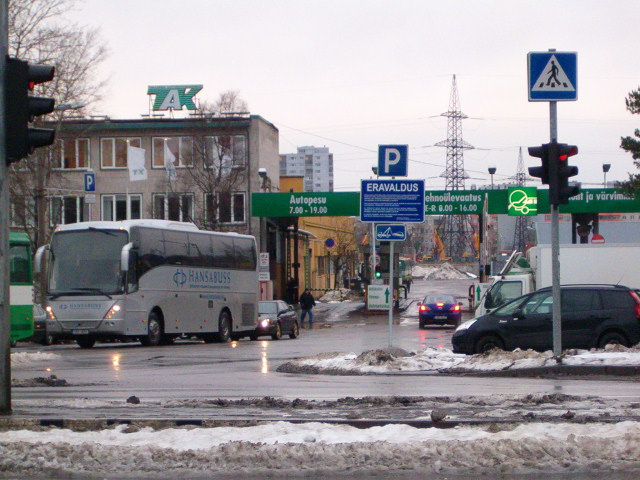
Bâtiment de la compagnie de bus de Tallinn.